# إزاحة (علم نفس)
الإزاحة (بالإنجليزية: Displacement)‏ في علم النفس الفرويدي هي آلية دفاعية لاشعورية حيث يستبدل العقل هدف جديد أو كائن جديد كبديل للأهداف التي يشعر أنها خطرة أو غير مقبولة في شكلها الأساسي.
ويعد أحد أوضح الأمثلة علي الإزاحة أن يصب الزوج جام غضبه علي زوجته مثلا، فلا تستطيع مجابهته أو الرد عليه فتسكت الزوجة وتكظم غضبها، ولكنها في المقابل تتسلط على أطفالها وتضربهم، وهم أيضا لايستطيعون الرد عليها لأنها أقوى منهم فيتسلطون على ألعابهم فيكسرونها. 
نشأ المصطلح مع سيغموند فرويد، وتعمل الإزاحة بشكل لاواعي في العقل، وتمثل نقل عواطف أوأفكار أو رغبات غالبا ما تستخدم لتهدئة القلق في مواجهة الدوافع العدوانية أو الجنسية.

## فرويد
رأى فرويد في البداية الإزاحة كوسيلة لتشوية الحلم، تنطوي على تحول التركيز من العناصر المهمة إلي العناصر غير المهمة، أو استبدال شيء بوهم مجرد.
كما رأي فرويد الإزاحة مشابهة لما يحدث في النكات، وكذلك ما يحدث في العصاب - والوسواس العصبية عرضة بشكل خاص لتقنية الإزاحة. وعند حدوث اثنين أو أكثر من عملية الإزاحة نحو نفس الفكرة تسمي التكثيف .

## التيار الرئيسي للتحليل النفسي
من بين أتباع تيار فرويد، أبرز أوتو أزحة الوجدان، إما من خلال التأجيل أو عن طريق إعادة التوجيه أو كليهما. وعلى نطاق أوسع، اعتبر أنه «مسارات الإزاحة تعتمد على طبيعة الدوافع التي تم كبتها».

## لاكان
في عام 1957 ، حاول جاك لاكان أن يبرهن بأن اللاوعي لديه بنية اللغة، مستوحيا ذلك من مقال اللغوي رومان ياكوبسون عن الاستعارة و الكناية، وربط الإزاحة بوظائف ياكوبسون اللغوية في الكتاية، وربط التكثيف بالمجاز.

## العدوان
يمكن إزاحة دافع العدوان تماما بقدر ما مكن إرحة الدافع الشهواني، فعل سبيل المثال العمل أو المنافسة الرياضية أو الصيد قد يوفر فرصا وفيرة للتعبير الدافع العدواني الذي تمت إزاحته، وهذه الحالات من التضحية بكبش فداء، يمكن إزاحة العدوان تجاه الناس مع صلة ضئيلة أو معدومة بالسبب الحقيقي للغضب، وبعض الأشخاص قد يلكم كيس من أكياس الملاكمة عند غضبهم من الأصدقاء.
يمكن للإزاحة أن تمثل تفاعل متسلسل، حيث يمثل الأشخاص بصورة غير مقصودة ضحايا وجناة للإزاحة في نفس الوقت، على سبيل المثال، رجل غاضب من رئيسه، لكنه لا يستطيع التعبير عن هذا الغضب لذلك يضرب زوجته، زوجة تضرب أحد الأطفال، وربما يتنكر ذلك في شكل عقاب.
سعى علم نفس الأنا لاستخدام الإزاحة في تقييم الأطفال، تستخدم الدمية كهدف تمت إزاحته عن التنافس مع طفل أخ.

## الإزاحة التحويلية
تمثل إزاحة المشاعر و المواقف تجاه الأشخاص المهمين في الماضي على المحلل النفسي في الوقت الحاضر جانبا أساسيا من التحويل، وخاصة في حالة الشخص العصابي.
يحدث نموذج فرعي من الإزاحة أثناء التحويل عندما يخفي المريض إسناد التحويل من خلال تطبيقه على طرف ثالث أو علي ذاته.

## الانتقاد
اعترض الكتاب المتأخرون علي أنه حيث أن فرويد وحده وصف إزاحة الجنس علي الثقافة، فإنه على سبيل المثال يعد العكس- إزاحة الصراع الاجتماعي في الحياة علي الجنس - هو أيضا صحيح.

## اقرأ أيضا
- Arthur J. Clark, Defense Mechanisms in the Counselling Process (1998), Chap. 3: "Displacement"
- Mark Krupnick, Displacement: Derrida and After (1983)

## روابط خارجية
- Elsa Schmidt-Kilsikis, "Displacement"